# Католицизм в Абхазии

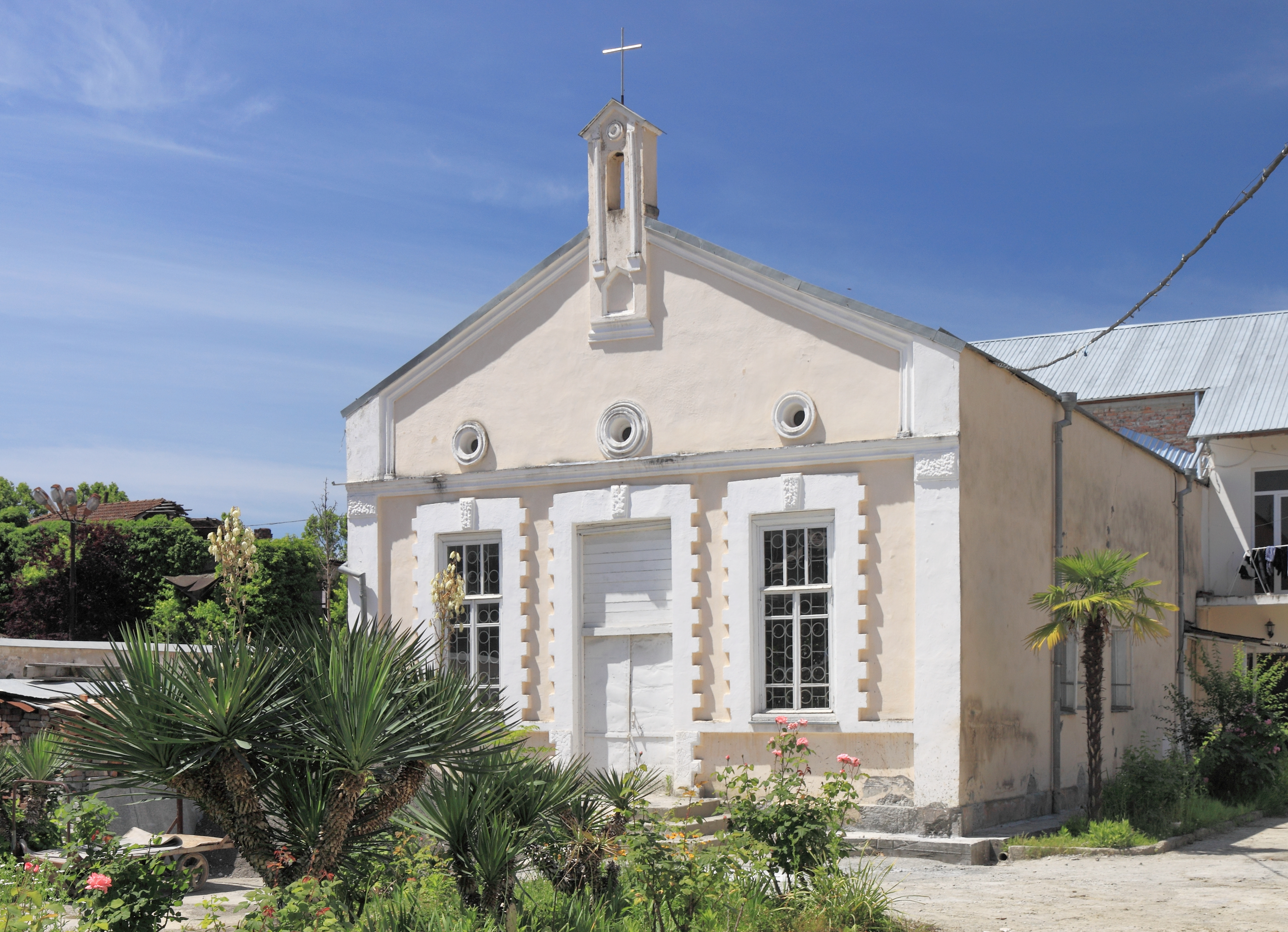
Костёл св. ап. Симона в Сухуме

 Католицизм в Абхазии  или  Римско-Католическая Церковь в Абхазии  — христианская деноминация на территории Республики Абхазия, являющаяся частью Римско-Католической Церкви.

## История
В XIII—XIV веках в Абхазию прибывали генуэзские торговцы, которые основывали здесь свои торговые предприятия. Вместе с генуэзскими торговцами в Абхазию прибывали миссионеры из различных католических монашеских орденов, которые занимались здесь миссионерской деятельностью.
Присутствие Католической церкви в Абхазии тесно связано с историей католицизма в Грузии. В 1240 году Римский папа Григорий IX направил к грузинской царице Русудан миссионеров из монашеского ордена францисканцев. По некоторым данным в 1288 году в Себастополисе проживали два францисканца, которые были здесь убиты греками. Хорошее отношение грузинского монарха с западным миссионерам позволило доминиканцам построить в Себастополисе свой монастырь, который стал центром миссионерской деятельность Католической церкви на Кавказе.
1 апреля 1318 года Римский папа Иоанн XXIII издал буллу «Redemptor noster», которой учредил архиепархию в Себастополисе в составе митрополии Сольтание. Существует письмо себастопольского епископа Пьера Жеро (Pierre Géraud) от 1330 года, в котором он обращается к английским священникам и описывает свою жизнь в Абасгии. В этом письме он описывает невольнический мусульманский рынок в Себастополисе, на котором продавались рабы-христиане и сожалеет, что не может вмешаться в существующий порядок. Благосклонность грузинского царя позволила Пьеру Жеро построить в городе небольшую церковь и основать католическое кладбище, но местные греки, мусульмане и евреи, как он пишет, трижды разрушали этот храм. Архиепархия просуществовала до 1445 года, когда в Турин возвратился последний архиепископ Георгий из Регибуса.
8 ноября 1632 года католики, проживавшие на территории Абхазии, были присоединены к юрисдикции архиепископа Исфахана. В XVI веке на территории Абхазии стали селиться армяне-католики, которые находились под опекой Армянской католической церкви. В 1626 году в Грузию прибыли миссионеры из монашеского ордена театинцев, которые пробыли здесь до 1700 года.
После присоединения Грузии в 1783 году к Российской империи российским правительством были изгнаны кармелиты, которые находились в Грузии с 1661 года. С 1850 года католики Абхазии находились в юрисдикции Тираспольской епархии. Во второй половине XIX века, после восстаний в Польше, в Абхазию стали прибывать ссыльные поляки, которые основали здесь многочисленную католическую общину. Согласно каталогу Тираспольской епархии «Directorium Officii Divini et Missae sacrificii, ad usum utriusque clerri Dioecesis tiraspolensis in Annum Domini MDCCCLXV editum» от 1864 года сухумский приход насчитывал 2759 прихожан. В 1908 году ими был построен небольшой католический храм в честь св. Симона Кананита, который сохранился до нашего времени.
После установления в Грузии в 1921 году советской власти католики Абхазии подверглись жестоким гонениям. Многие верующие были репрессированы. Сухумский храм был закрыт. В нём до 1993 года находился государственный архив.
После Абхазской войны 1993 года сухумская католическая община из-за невозможности обслуживания священниками из Грузии была передана на попечение епархии святого Климента в Саратове. Настоятелем католического прихода в Сухуме был назначен настоятель сочинского прихода святых апостолов Симона и Фаддея священник Богдан Северин, который совершал периодические поездки в Сухум для совершения богослужений и оказания благотворительной помощи местным католикам. Католические богослужения в это время проводились в клубе Сухумского ботанического сада.
В 1996 году уцелевший костёл был передан католической общине. С этого времени в нём стали совершаться регулярные богослужения.

## В настоящее время
В настоящее время (2011) католическая община Абхазии насчитывает 150 человек (80 человек проживают в Сухуме). Большинство из них составляют армяне и поляки. Существуют немногочисленные группы католиков в Гагре и Пицунде. В Сухуме действует католическая благотворительная организация «Каритас». После частичного признания независимости Абхазии канонический статус католической общины в Сухуме не определен. В настоящее время католический приход в Сухуме входит в Апостольскую администратуру Кавказа.
Абхазию дважды в октябре 2005 года и 4 января 2006 года с официальным визитом посещал папский нунций Гуджеротти, который встречался с абхазским руководством.
В 2011 году решением Правительства Абхазии католической общине во имя святого апостола Симона Кананита в Сухуме было передано в безвозмездное пользование здание костёла, входящее в число объектов историко-культурного наследия Абхазии. Настоятелем католического прихода в Сухуме является священник Пётр Войнар.
Между Ватиканом и Абхазией не существует дипломатических отношений.